# Roberto Zapperi

Roberto Zapperi, 2005

Roberto Zapperi (* 20. Januar 1932 in Catania) ist ein italienischer Historiker und Schriftsteller.

## Leben
Roberto Zapperi studierte Geschichte und Kulturanthropologie in Rom. Für das Istituto della Enciclopedia Italiana war er in der Redaktion des Dizionario biografico degli Italiani und als Betreuer der historisch-anthropologischen Sektion der Bibliotheca Biographica tätig. In den 1980er Jahren lehrte er zeitweilig als Gastprofessor an der École des Hautes Études en Sciences Sociales in Paris.
In den Jahren 1997/98 war Zapperi Fellow des Wissenschaftskollegs zu Berlin und Warburg-Professor in Hamburg. Seit 2008 zählt ihn die Deutsche Akademie für Sprache und Dichtung in Darmstadt zu ihren Mitgliedern.
Zapperi veröffentlichte mehrere Bücher und zahlreiche Aufsätze. Seine Frau, die Kunsthistorikerin Ingeborg Walter, übersetzt seine Bücher ins Deutsche; er übersetzt ihre ins Italienische. Weiterhin wurden seine Bücher ins Spanische, Französische, Englische, Japanische und Koreanische übersetzt.

## Schriften (Auswahl)
- Der schwangere Mann. Männer, Frauen und die Macht. Übersetzung von Ingeborg Walter. C. H. Beck, München 1984, ISBN 3-406-09678-6.
- Tizian, Paul III. und seine Enkel. Nepotismus und Staatsporträt. Übersetzung von Horst Bredekamp. (Reihe „fischer kunststück“). Fischer Taschenbuch Verlag, Frankfurt am Main 1990, ISBN 3-596-10324-X.
- Annibale Carracci. Bildnis eines jungen Künstlers. Übersetzung von Ingeborg Walter. Wagenbach, Berlin 1990, ISBN 978-3-8031-3557-5.
- Der Neid und die Macht. Die Farnese und Aldobrandini im barocken Rom. Aus dem Italienischen von Ingeborg Walter. C. H. Beck, München 1994, ISBN 3-406-38136-7.
- Das Inkognito. Goethes ganz andere Existenz in Rom. Übersetzung von Ingeborg Walter. C. H. Beck, München 1999, ISBN 3-406-44587-X.
- Der wilde Mann von Teneriffa. Die wundersame Geschichte des Pedro Gonzalez und seiner Kinder. Übersetzung von Ingeborg Walter. C. H. Beck, München 2004, ISBN 3-406-44792-9.
- Römische Spuren. Goethe und sein Italien. Übersetzung von Ingeborg Walter. C. H. Beck, München 2007, ISBN 978-3-406-56295-2.
- mit Ingeborg Walter: Das Bildnis der Geliebten. Geschichten der Liebe von Petrarca bis Tizian. Die Wiedergeburt der Liebe in der italienischen Renaissance. C. H..Beck, München 2007, ISBN 978-3-406-55502-2.
- Abschied von Mona Lisa. Das berühmteste Gemälde der Welt wird enträtselt. Übersetzung von Ingeborg Walter. C. H. Beck, München 2010, ISBN 978-3-406-59781-7.
- Eine italienische Kindheit. Übersetzung von Ingeborg Walter. C. H. Beck, München 2011, ISBN 978-3-406-62092-8.
- Alle Wege führen nach Rom. Die ewige Stadt und ihre Besucher. Übersetzung von Ingeborg Walter. C. H. Beck, München 2013, ISBN 978-3-406-64451-1.
- Die Päpste und ihre Maler. Von Raffael bis Tizian. Übersetzung von Ingeborg Walter. C. H. Beck, München 2014, ISBN 978-3-406-66976-7.
- Freud und Mussolini. Psychoanalyse, Kirche, Faschismus. Übersetzung von Ingeborg Walter. Berenberg, Berlin 2016, ISBN 978-3-946334-09-5.